# Hot Cross

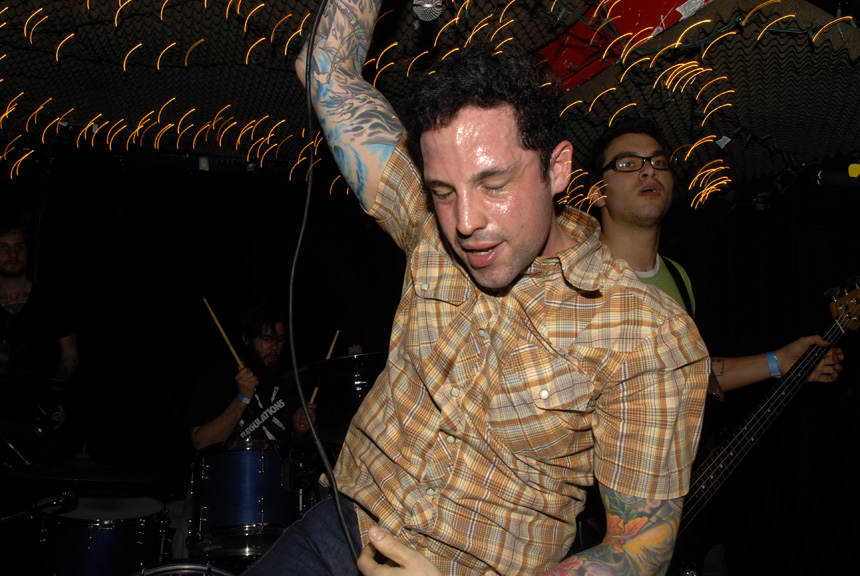
Hot Cross em ano 2007

Hot Cross foi uma banda de post-hardcore da Filadélfia. A banda era composta por ex-membros de bandas como Saetia (vocalista Billy Werner e o baterista Greg Drudy, que foi também membro fundador e o baterista original da banda de pós-punk Interpol), Off Minor (baixista/guitarrista Matt Smith), You and I (guitarrista Casey Boland), Neil Perry (baixista/guitarrista Josh Jakubowski). Suas canções são compostas de melodias intrincadas (e no início de sua carreira, o duelo) guitarras fortemente influenciadas pela banda Drive Like Jehu.
Em 2 de Maio de 2006, Hot Cross anunciou oficialmente que eles assinaram a gravadora Hope Division/Equal Vision Records e iam lançar seu próximo disco.
A banda acabou lançando apenas 2 discos, mas como os 3 EPs que eles fizeram possuem muitas músicas eles acabaram deixando uma boa quantidade de canções.
Em 7 de julho de 2007, a banda anunciou oficialmente em seu MySpace que eles iam acabar, efetivamente terminando seus 7 anos juntos e interrompendo a turnê em andamento.
O baixista Matt Smith está atualmente envolvido com um projeto chamado Halo de Snakes.

## Discografia

### EPs
- A New Set of Lungs (2001)
- Fair Trades & Farewells (2004)
- Hot Cross Holy Shroud Split (2004)

### Splits
- Split com Light the Fuse and Run (Músicas: 1. The Eye Is a Tricky Machine 2. In Memory of Movern)
- Split com Lickgoldensky (Músicas: 1. A Voice Turned Vacant 2. Patience and Prudence)
- Split com The Holy Shroud (Músicas: 1. Tacoma)

### Álbuns de estúdio
- Cryonics (2003)
- Risk Revival (2007)

### Membros Da Banda
- Billy Werner - vocais
- Josh Jakubowski - guitarra, vocais
- Casey Boland - guitarra, vocais
- Matt Smith - baixo
- Greg Drudy - bateria